# Rashed Al-Dosari
Rashed Abdulrahman Saif Abdulla Al-Dosari (in arabo راشد عبد الرحمن سيف الدوسري‎?; 24 marzo 1980) è un calciatore bahreinita, centrocampista dell'Al-Muharraq.

## Carriera

### Club
Comincia a giocare in patria, all'Al-Muharraq. Nel gennaio 2001 si trasferisce in Qatar, all'Al-Shaab. Nell'estate 2001 passa all'Al-Markhiya. Nel 2003 torna in patria, all'Al-Muharraq. Nel 2004 passa al Al-Arabi, squadra qatariota. Nel 2005 viene acquistato dall'Al-Muharraq, che lo cede in prestito all'Al-Khor. Nel 2006 torna all'Al-Muharraq.

### Nazionale
Ha debuttato in Nazionale nel 2001. Ha partecipato, con la Nazionale, alla Coppa d'Asia 2004 e alla Coppa d'Asia 2007. Ha collezionato in totale, con la maglia della Nazionale, 74 presenze e tre reti.